# PlayStation Store
De PlayStation Store (afgekort: PS Store) is een virtuele markt voor gebruikers van de PlayStation 3, PlayStation Portable, PlayStation Vita en voor de PlayStation 4 en playstation 5. In de store wordt een variatie van downloadbare inhoud aangeboden zoals volledige games, avatars, demo's, add-ons/uitbreidingen, trailers etc. Om gebruik te maken van de Store moet wel eerst een PlayStation Network-account worden aangemaakt. Om gewoon rond te kunnen kijken is dit niet nodig, maar dient men wel de leeftijd en taal op te geven.
De Store wordt elke dinsdag ververst en kortingen worden voor de PAL-regio elke woensdag doorgevoerd. Voor de PAL-regio werd vroeger op donderdag de store ververst, dit werd verschoven naar woensdag en nu is het weer verschoven naar dinsdag samen met de Verenigde Staten.

## Sluiten winkelonderdelen
In maart 2021 kondigde Sony aan dat men eind augustus gaat stoppen met de aankoop en huur van films en televisieseries in de Store. Ook in diezelfde maand maakte Sony bekend dat eveneens de Store voor PS3-, PSP- en Vita-spellen zal worden gesloten. Dit besluit leidde tot hevige kritiek van gamers die dit zagen als beperkingen van digitale media. Sony maakte het besluit ongedaan en zei dat alleen de PlayStation Store voor PS3 en Vita nog langere tijd actief zal blijven.

## Inhoud
Lijst van de inhoud die te koop is in de PlayStation Store:
| Content type                                                            | Gratis of betaald | PS3   | PS4   | PS Vita |       |
| Games                                                                   | Games             | Games | Games | Games   | Games |
| ----------------------------------------------------------------------- | ----------------- | ----- | ----- | ------- | ----- |
| Volledige games                                                         | Betaald           | Ja    | Ja    | Ja      |       |
| Game demo's                                                             | Gratis            | Ja    | Ja    | Ja      |       |
| DLC, add-ons en microtransacties                                        | Beide             | Ja    | Ja    | Ja      |       |
| Bètaversies                                                             | Gratis            | Ja    | Ja    | Ja      |       |
| Geëmuleerde games                                                       |                   |       |       |         |       |
| PlayStation games                                                       | Betaald           | Ja    | Nee   | Ja      |       |
| PlayStation 2 games                                                     | Betaald           | Ja    | Ja    | Nee     |       |
| PlayStation Portable games                                              | Betaald           | Nee   | Nee   | Ja      |       |
| Arcade games                                                            | Betaald           | Ja    | Nee   | Ja      |       |
| Minis games                                                             | Betaald           | Ja    | Nee   | Ja      |       |
| Entertainment                                                           |                   |       |       |         |       |
| Muziek (inclusief game soundtracks in WAV en MP3 formaat)               | Beide             | Ja    | Nee   | Nee     |       |
| Entertainment applicaties (bijv. Netflix, Spotify. Verschilt per land.) | Gratis            | Ja    | Ja    | Nee     |       |
| Gametrailers/promotionele video's                                       | Gratis            | Ja    | Ja    | Ja      |       |
| Diversen                                                                |                   |       |       |         |       |
| Systeem thema's/wallpapers                                              | Beide             | Ja    | Ja    | Ja      |       |
| Avatars                                                                 | Beide             | Ja    | Ja    | Ja      |       |
| Social media-applicaties                                                | Gratis            | Nee   | Ja    | Ja      |       |

## Beschikbaarheid
De PlayStation Store is beschikbaar in de volgende landen:
 Argentinië
 Australië
 België
 Brazilië
 Bulgarije
 Canada
 Chili
 China
 Colombia
 Costa Rica
 Cyprus
 Denemarken
 Duitsland
 Ecuador
 El Salvador
 Filipijnen
 Finland
 Frankrijk
 Griekenland
 Guatemala
 Honduras
 Hongarije
 Hongkong
 Ierland
 IJsland
 India
 Indonesië
 Israël
 Italië
 Japan
 Koeweit
 Kroatië
 Libanon
 Luxemburg
 Maleisië
 Malta
 Mexico
 Nederland
 Nieuw-Zeeland
 Noorwegen
 Oekraïne
 Oman
 Oostenrijk
 Panama
 Paraguay
 Peru
 Polen
 Portugal
 Qatar
 Roemenië
 Rusland
 Saoedi-Arabië
 Singapore
 Slovenië
 Slowakije
 Spanje
 Taiwan
 Thailand
 Tsjechië
 Turkije
 Verenigd Koninkrijk
 Verenigde Arabische Emiraten
 Verenigde Staten
 Zuid-Afrika
 Zuid-Korea
 Zweden
 Zwitserland

## Trivia
- Op 24 september 2009 waren er wereldwijd meer dan 600 miljoen downloads via de PlayStation Store.[4]